# Pintura barroca italiana

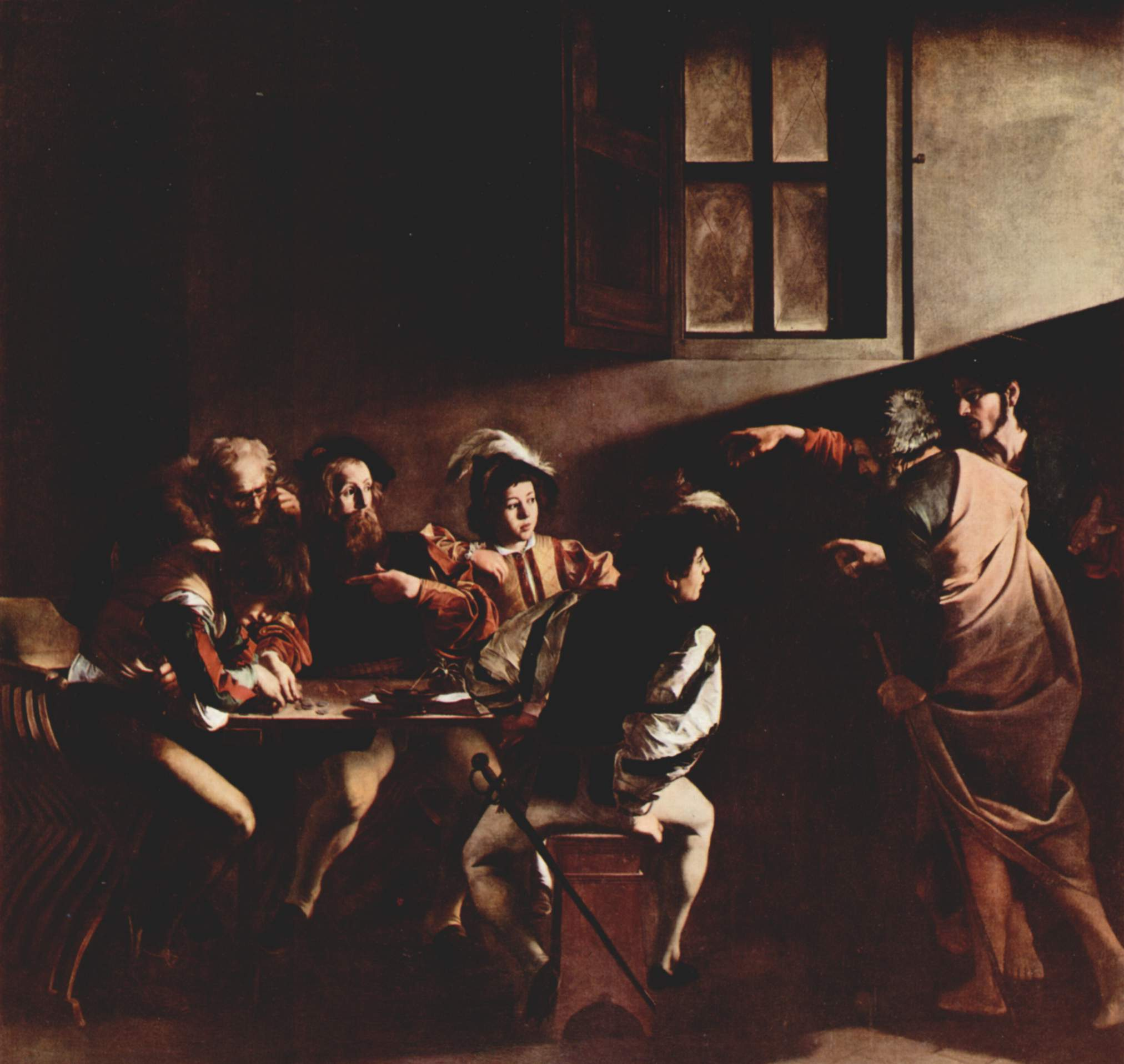
Caravaggio: A Vocação de São Mateus (1601)

A pintura barroca italiana se desenvolveu a partir do final do século XVII e durante todo o século XVII e grande parte do século XVIII. O barroco, como um estilo artístico distinto do classicismo e de seu epígono maneirismo, nasceu na Itália, especificamente em Roma. Entretanto, escolas nacionais, como a espanhola e a holandesa, desenvolveram-se posteriormente. Havia dois movimentos artísticos principais, o caravagismo tenebrista e o classicismo romano-bolonhês. A pintura barroca italiana se tornou, como o restante da arte barroca, um instrumento da Igreja Católica a serviço da Contrarreforma, de modo que os pintores se tornaram, por meio de suas obras, um intermediário necessário para atingir efetivamente as mentes dos fiéis.

## Características

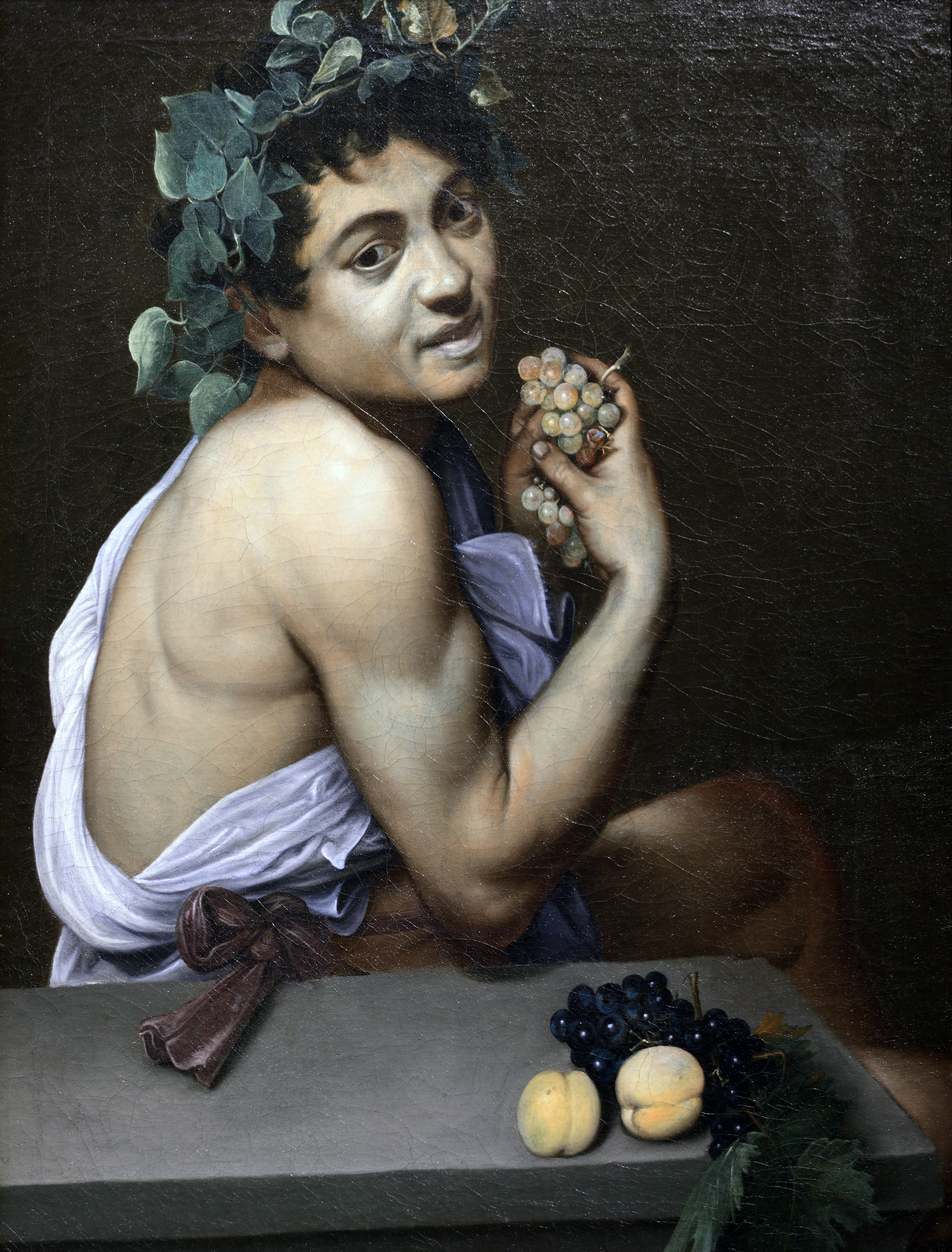
Caravaggio: Pequeno Baco Doente h., exemplo de naturalismo, muito longe do idealismo da beleza da Alta Renascença

A arte foi o meio pelo qual a triunfante Igreja Católica persuadiu os hereges, os céticos, e conseguiu manter a pressão protestante além das fronteiras italianas. Para atingir esse objetivo ambicioso, a arte tinha que ser capaz de seduzir, comover, conquistar o gosto, não mais por meio da harmonia do Renascimento, mas pela expressão de fortes emoções. Certamente, o barroco é o estilo da Contrarreforma no sentido de que esse movimento católico o utilizou para propagar suas ideias, mas não se pode ignorar que ele também foi cultivado em países protestantes (as Províncias Unidas, notadamente).
O fascínio visceral do estilo barroco deriva de um envolvimento direto dos sentidos. A pintura barroca não apelava para o intelecto ou para a sutileza refinada do maneirismo. A nova linguagem visava diretamente ao estômago, às vísceras, aos sentimentos do observador ou, mais precisamente, do espectador. A iconografia usada era a mais direta possível, simples, óbvia, mas ao mesmo tempo teatral.
A pintura italiana do período tentou romper com as formas do maneirismo, que já eram mal vistas. E fez isso com duas tendências opostas, o naturalismo e o classicismo.

## Evolução do estilo

### Precursosres
Os primeiros a desenvolver algo diferente foram os irmãos Carracci  que triunfaram na decoração do Palácio Farnésio entre 1598 e 1606-1607, aos quais se juntaram então uma série de emilianos como Domenichino, Guido Reni e Guercino. Após as primeiras mortes de Annibale Carracci (1609) e Caravaggio(1610), o mundo artístico parecia dividir-se em dois: havia os "caravagistas" com a sua extrema verdade óptica e social, e do outro lado os "classicistas", que reelaboraram o histórico estilos proporcionando uma interpretação nova e eclética.

### Caravagismo

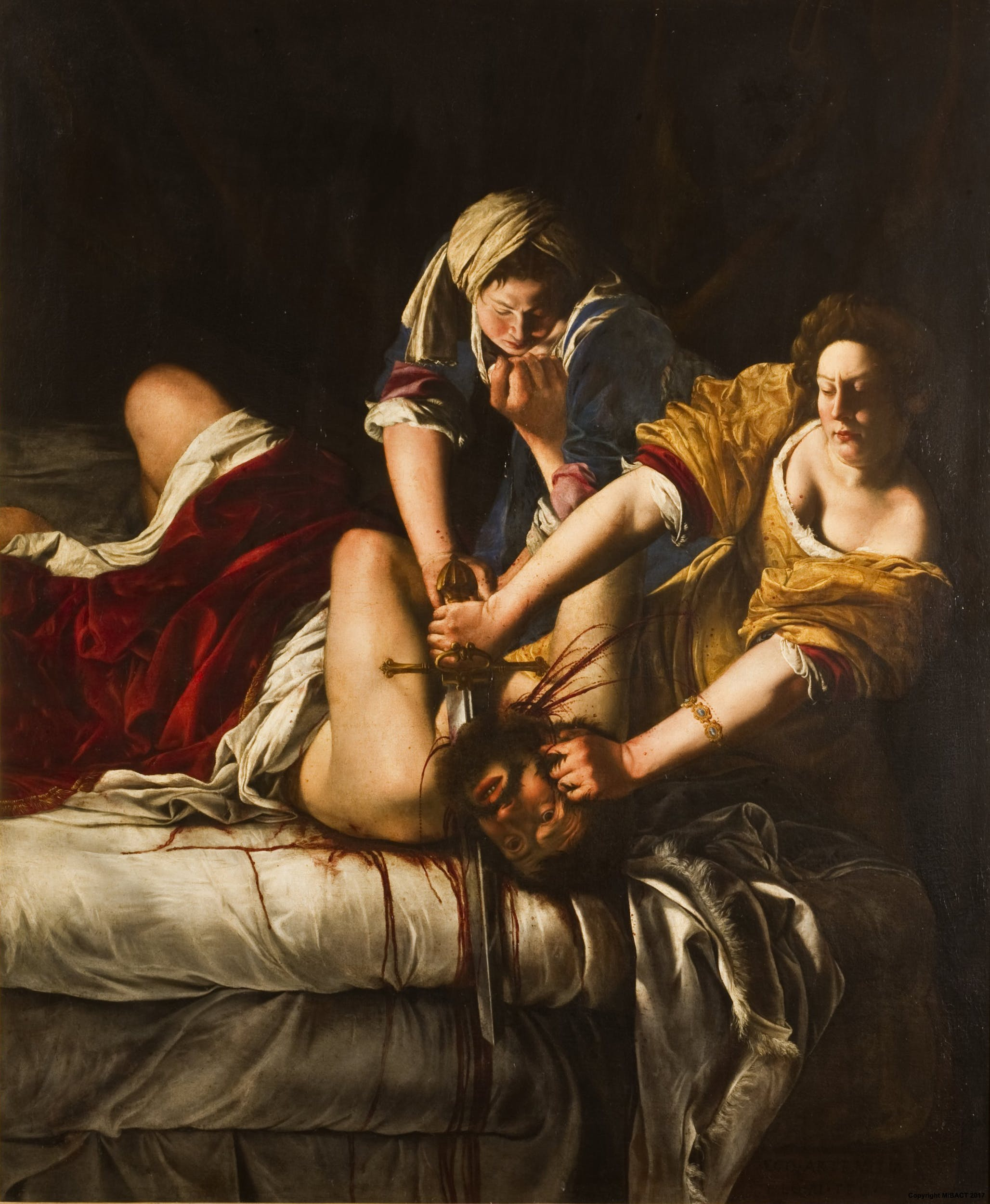
Artemisia Gentileschi: Judite decapitando Holofernes (1620)

O tenebrismo, do qual Caravaggio é o melhor representante, lida com temas da vida cotidiana, com imagens sombrias usando efeitos de luz. Em contraste com a luz suave e clara da pintura renascentista, Caravaggio usa fortes contrastes de luz e sombra ou luzes violentas que podem ser vistas nos pintores venezianos Jacopo Bassano e Tintoretto.
Partes da cena são brilhantemente iluminadas, enquanto outras estão submersas na escuridão, com a figura humana, seus gestos e atitudes predominando, e os fundos e paisagens são negligenciados. Dessa forma, por meio do uso do claro-escuro, a tela é dotada de intensidade e vivacidade. Por outro lado, o que essa luz intensa mostra não são mais figuras de beleza ideal, mas a realidade como ela é, sem artifícios, de maneira viva e dramática. Um exemplo dessa maneira de trabalhar é a A Morte da Virgem (1606), uma pintura da qual Caravaggio teria tomado como modelo uma mulher afogada no Tibre, e que foi rejeitada por seu naturalismo, tão distante dos modelos renascentistas quanto A Morte da Virgem de Mantegna.
Caravaggio, portanto, pegou modelos do mundo real, crianças de rua, mulheres vulgares, mendigos, para encarnar seus santos e virgens. Por um lado, isso permitia que o crente se identificasse mais intimamente com as histórias religiosas que estavam sendo contadas, mas, por outro lado, era inevitável que ele às vezes fosse considerado muito vulgar e, portanto, desrespeitoso com as figuras sagradas, razão pela qual, em mais de uma ocasião, suas obras foram rejeitadas. Caravaggio afirmava que "era necessário o mesmo grau de elaboração para fazer uma boa pintura de flores e uma de figuras". A ele se deve um dos primeiros bodegones puros, seu famoso Cesto com frutas (h. 1596).
Muitos dos pintores do período cultivavam o caravagismo, entre eles os Gentileschi (o pai Orazio (1563–1639) e a filha Artemisia (1597–1654), o veneziano Carlo Saraceni (c. 1570–1620) e Bartolomeo Manfredi (1582–1622). O centro artístico do foi Nápoles, então Vice-Reino de Nápoles, na Espanha. Caravaggio passou por essa cidade, deixando uma marca indelével e, sem querer, dando vida a uma das mais importantes escolas pictóricas da primeira metade do século. Os mais importantes foram Carracciolo (1578–1635) e pintura barroca espanhola José de Ribera (1591–1652) e seus discípulos.
Ele também influenciou pintores estrangeiros que estudavam ou trabalhavam em Roma, que reinterpretaram o tenebrismo em um tom nacional. Os exemplos incluem os bambochantes de Flandres, ou o alemão Adam Elsheimer. Domenico Fetti (c. 1589–1623), que trabalhou em Roma, Mântua e Veneza, é outro pintor influenciado pelo tenebrismo, embora tenha usado uma luz um pouco mais difusa.

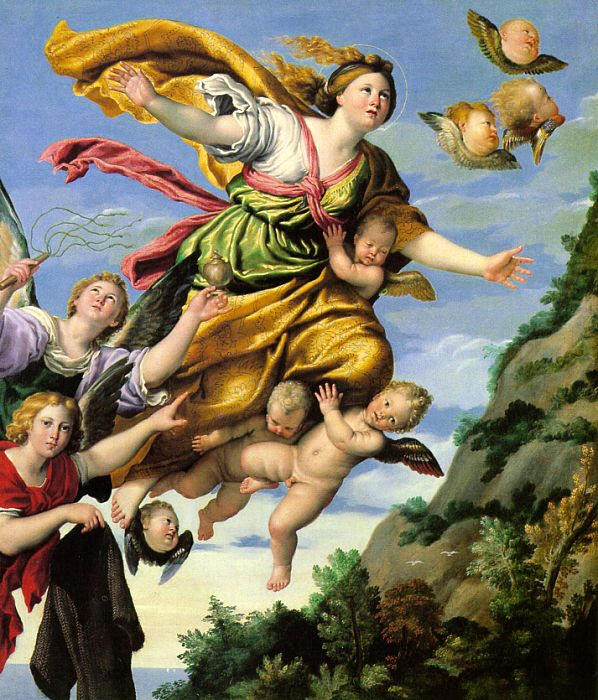
A Assunção de Maria Madalena, de Domenico Zampieri c., um classicista que procurou seguir os modelos de Rafael

### Clasicismo romano-bolonhês
Por sua vez, no classicismo, os temas a serem retratados são inspirados na cultura greco-latina, com seres mitológicos e alegorias. Eles rejeitam as figuras distorcidas da maneirismo, mas também a crueza naturalista de Caravaggio, e optam por pintar um [beleza ideal que lembra a Alta Renascença, de modo que são um estilo intermediário mais realista do que o maneirismo, mas mais idealizado do que o caravagismo. Eles foram muito influenciados pelos mestres do século XVI, como Rafael Sanzio e Michelangelo.
A cor e a luz são suaves, marcando um ritmo alegre e dinâmico. Ao lado das figuras de beleza idealizada, são retratadas paisagens classicistas, equilibradas e serenas, nas quais frequentemente aparecem ruínas da Roma Antiga, recuperando assim uma paisagem clássica que os caravagistas haviam ignorado. Embora ainda existam figuras humanas, o que é importante nessas paisagens é a representação da natureza, que o homem não domina e que é mais do que apenas o cenário no qual os eventos humanos ocorrem. Os afrescos foram pintados em tetos e abóbadas, renovando essa técnica; Annibale Carracci deu início às grandes decorações barrocas com sua decoração da abóbada do salão ou da Galeria do Palácio Farnésio (1597–1604). Nele, ele divide idealmente o teto em quadros com simulações de arquitetura e, dentro de cada um desses quadros, pinta as cenas correspondentes, que parecem estar inseridas em uma estrutura arquitetônica. Com a pintura essencial, heroica e clássica de Annibale Carracci, a arte barroca começou a tomar forma; sua influência subsequente nas grandes decorações do barroco completo e além, na Rococo, é imensa. Annibale Carracci, por sua vez, foi inspirado por um artista que os críticos consideram um precursor essencial e autêntico do barroco, Antonio Allegri, chamado Correggio. Outro precedente importante, apontado como uma reação antimananista que tenta recuperar a beleza ideal da Alta Renascença, é Federico Barocci de Urbino (ca. 1535-1612).

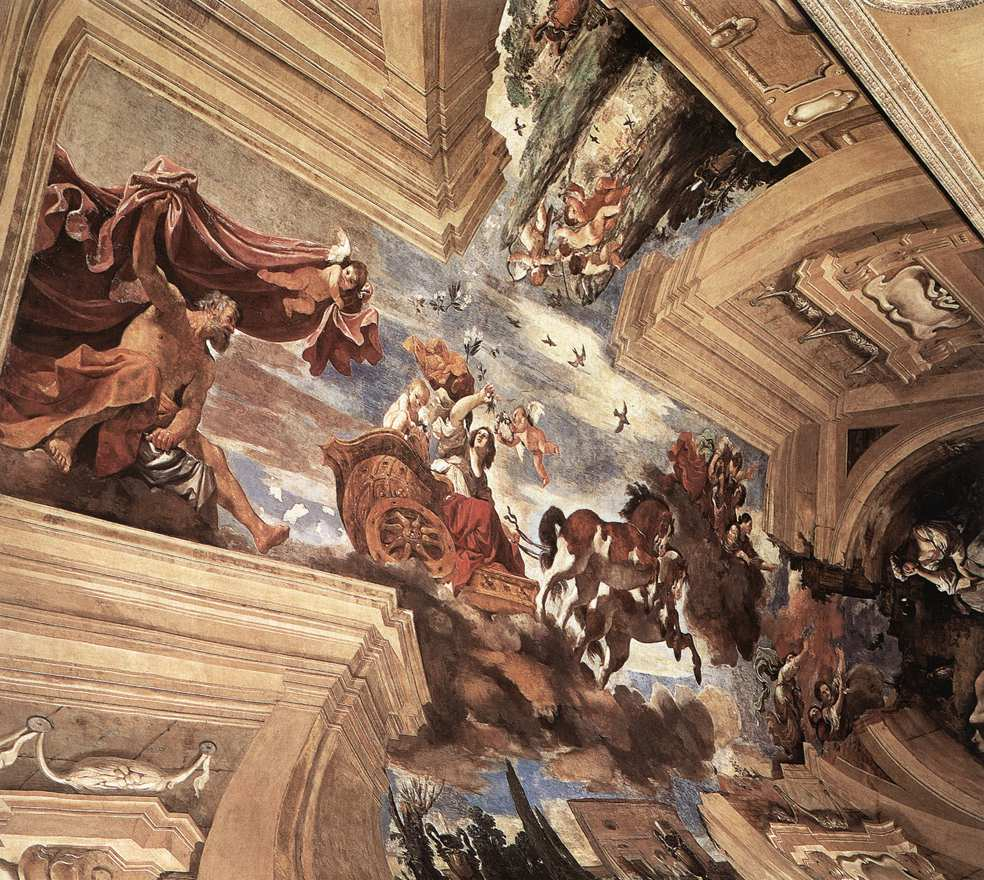
La Aurora (1621), de Guercino, Casino Ludovisi, Roma

Assim como Caravagio, os Carracci criaram uma escola e serviram para renovar o cenário pictórico. Eles criaram uma academia de pintores chamada primeiro "dos Desiderosi" (de Desiderosi, Desejosos de fama e aprendizado), depois "dos No Caminho" ou "Progressistas" (de Incamminati) e, finalmente, "Escola dos Ecléticos".
(dos Incamminati) e, finalmente, a Escola dos Ecléticos. Nela, os alunos aprendiam técnicas e também uma cultura clássica que lhes permitia compor temas complexos históricos, mitológicos e alegóricos. Os discípulos acadêmicos de Carracci, perfeitos, nobres e classicistas, retrabalharam os estilos históricos, dando-lhes uma leitura nova e eclética. Entre eles estão seus alunos Domenichino (1581–1641), Guido Reni (1575–1642) e Guercino (1591–1666), que produziram decorações em grande escala em Roma, com outro centro importante em Bolonha. Francesco Albani (1578–1660) também era um classicista, embora já prefigurasse o rococó.
Entretanto, há uma clara evolução entre esses autores. Enquanto Domenichino e Guido Reni (Casino Rospigliosi) permanecem estritamente classicistas em suas decorações por meio do método maneirista das "pinturas em série", Guercino deu mais um passo em direção ao barroco completo, como pode ser visto em O amanhecer no teto da "Villa Ludovisi"  (1621), que, embora ainda seja uma "pintura em série", introduz a "perspectiva" ilusionista, "abrindo" os elementos arquitetônicos em direção ao céu.
Guercino, embora fosse um classicista, adotou algumas das características dos caravaggistas e também antecipou o estilo do barroco completo. Exemplos tardios da sobrevivência do classicismo da Escola Bolonhesa, já em pleno barroco e rococó, são Carlo Maratta (1625–1713) e Giuseppe Maria Crespi (1665–1747), chamado Lo Spagnuolo.

## Barroco Pleno

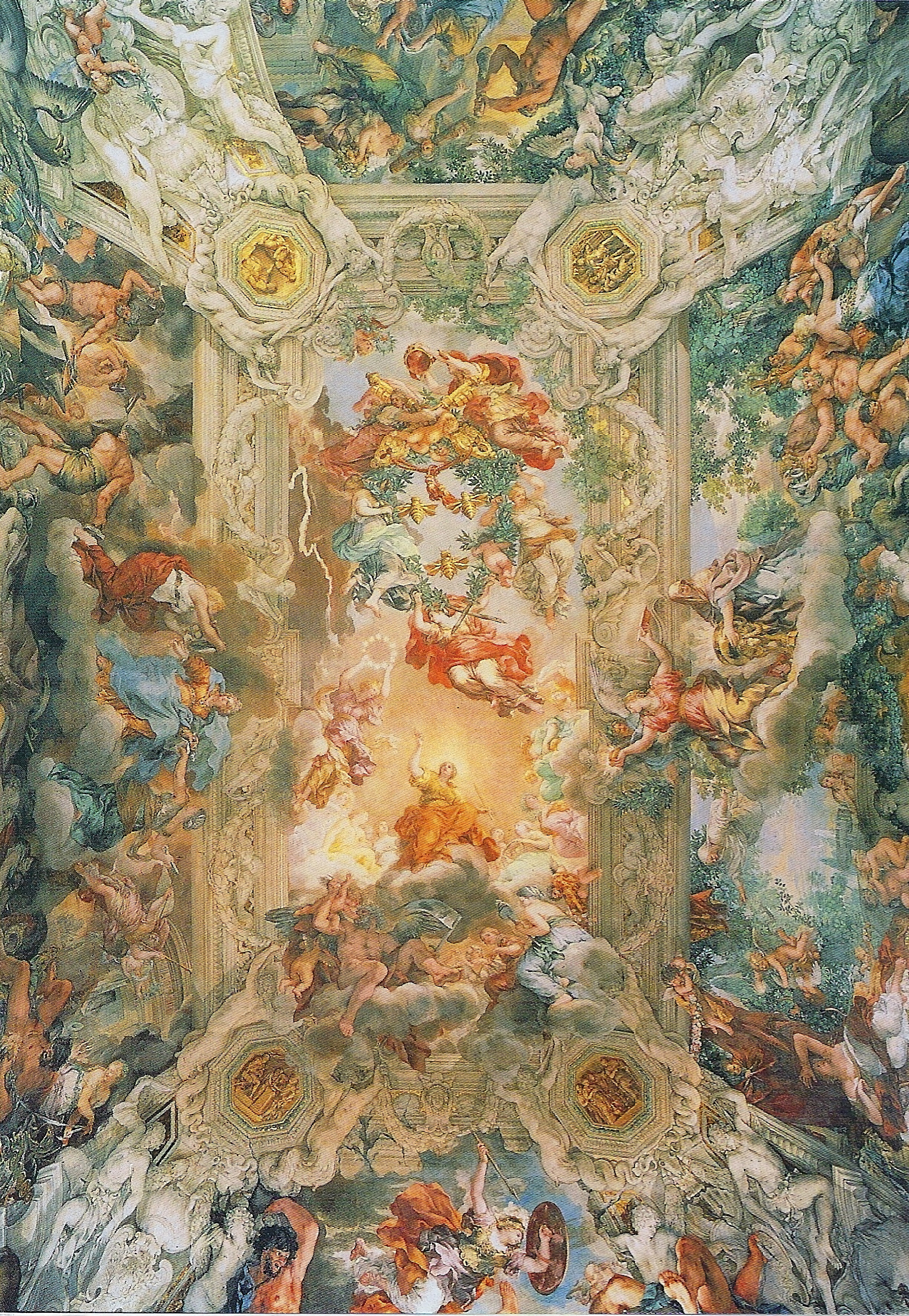
Pietro da Cortona: Abóbada do Grande Salão do Palacio Barberini, de Roma, representando a Glorificação do reinado de, também conhecido como O Triunfo da Divina Providencia, exemplo de ampla decoração própria do pleno barroco

Após as mortes prematuras de Annibale Carracci (1609) e Caravaggio (1610), o mundo artístico parecia se dividir em dois, entre Caravaggistas e Classicistas. Mas foi uma terceira via que sobreviveu: é o estilo que Peter Paul Rubens desenvolveu em suas viagens pela Península Itálica, culminando em Roma por volta de 1608 com A Adoração da Virgem na Igreja de Santa Maria em Vallicella.
Embora a pintura barroca tenha suas raízes na tradição anterior (a coloração veneziana de Giorgione e Ticiano, a graça de Rafael, a força física das figuras de Michelangelo e os truques ilusionistas de Correggio), foi realmente Rubens quem unificou todos esses precedentes para produzir um estilo único que se espalhou pelas cortes europeias, dotando-as de uma nova energia.
A arte de Rubens foi exasperada por Guercino na segunda década do século: e Guercino, com sua linguagem apaixonada e emotiva derivada de Ludovico Carracci, com sua luz mórbida, a própria cor em manchas, superou o clássico, intelectual e melancólico Guido Reni. Guercino e Rubens são, portanto, as duas figuras que abriram a nova temporada que seria definitivamente consagrada na terceira década, na obra de Gian Lorenzo Bernini.
Entre os grandes decoradores, devemos mencionar, em primeiro lugar, Giovanni Lanfranco e sua cúpula da Basílica de Sant'Andrea della Valle (1621–1625) e, acima de tudo, os gigantescos empreendimentos decorativos de Pietro da Cortona, como a abóbada dos salões do Palazzo Barberini (1633–1639), os gigantescos empreendimentos decorativos de Pietro da Cortona, como a abóbada dos salões do Palazzo Barberini (1633–1639), que foi chamada de "berço da pintura de teto do Alto Barroco"  no Palazzo Doria-Pamphili em Roma e no Palácio Pitti em Florença. É uma pintura cheia de ritmo e movimento, com uma cor quente de clara influência da Escola de Veneza.
De fato, especialistas, chamados de "quadraturisti", foram empregados para criar essas arquiteturas. Entre os seguidores dessa pintura decorativa e ilusionista estavam Battista Gaulli (1639–1709), chamado de Baciccio (a Igreja de Jesus, (1674–1679) e o padre Andrea Pozzo (abóbada da Igreja de Santo Inácio, 1691).
Esse tipo de pintura que retrata uma apoteose se espalhou pela Itália e por outras partes da Europa. Agostino Mitelli e Angelo Michele Colonna trabalharam em Bolonha e depois na Espanha; o padre Pozzo influenciou a pintura austríaca e bávara; o napolitano Luca Giordano passou muitos anos na Espanha.
A influência da pintura decorativa barroca italiana continuou na Europa central após o século XVII, no auge da pintura rococó: O artista italiano Bartolomeo Altomonte (1702–1783), por exemplo, pintou o afresco do teto da biblioteca do Monastério de St. Florian perto de Linz em 1747.
No entanto, sempre houve aqueles que defendiam obras mais simples e fáceis de entender, como classicista Andrea Sacchi (1599–1661) e seus discípulos.

## Escolas regionais

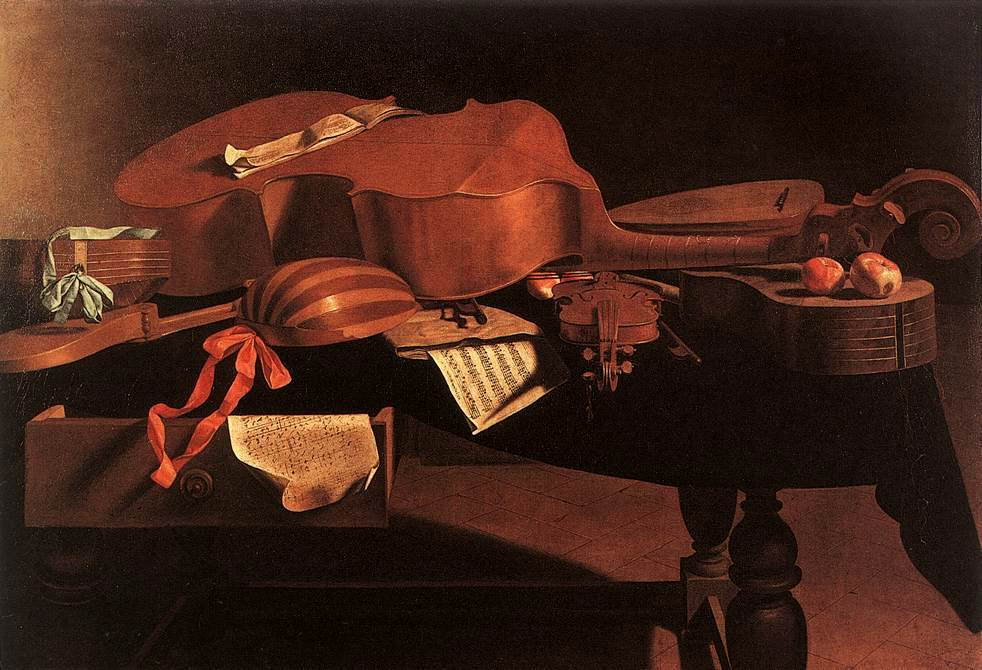
Instrumentos musicales, de Evaristo Baschenis

- Nápoles: Giovanni Battista Caracciolo (1578-1635), José de Ribera (1591–1652), Salvator Rosa (1615–1673), Mattia Preti (1613–1699) e Luca Giordano (1634–1705)
- Milão: Carlos Borromeo,  Federico Borromeo,[desambiguação necessária] Pier Francesco Mazzucchelli ("o Morazzone"; 1573–1626), Giovanni Battista Crespi ("o Cerano"; 1573-1632), Giulio Cesare Procaccini (1574–1625) e Daniele Crespi (1590–1630)
- Gênova: Bernardo Strozzi (1581-1644), Giovanni Benedetto Castiglione ("o Grechetto"; 1609–1664), Gregorio de Ferrari (h.  1647–1726) e Alessandro Magnasco ("o Lissandrino"; 1667–1749)
- Veneza: Johann Liss (ca. 1595-ca. 1629) e Evaristo Baschenis (1607–1677)

## Artistas
- Agostino Tassi
- Alessandro Turchi
- Artemisia Gentileschi
- Bernardo Strozzi
- Caravaggio
- Carlo Cignani
- Carlo Dolci
- Carlo Maratta
- Carlo Saraceni
- Família Carracci
  - Agostino Carracci
  - Annibale Carracci
  - Ludovico Carracci
- Ciro Ferri
- Daniele Crespi
- Domenichino
- Domenico Campagnola
- Domenico Fetti
- Evaristo Baschenis
- Federico Barocci
- Francesco Albani
- Francesco Furini
- Francesco Solimena
- Giacomo Boni
- Giovanni Andrea Ansaldo
- Giovanni Baglione
- Giovanni Battista Caracciolo
- Giovanni Battista Crespi
- Giovanni Battista Gaulli
- Giovanni Battista Salvi da Sassoferrato
- Giovanni Benedetto Castiglione
- Giovanni Lanfranco
- Giulio Cesare Procaccini
- Giuseppe Maria Crespi
- Gregorio de Ferrari
- Guercino
- Guido Reni
- Johann Liss
- Luca Giordano
- Lucio Massari
- Massimo Stanzione
- Mattia Preti
- Nicola Malinconico
- Pier Francesco Mazzucchelli
- Salvator Rosa
- Simone Cantarini
- Sebastiano Conca
- Sigismondo Caula